# هستینگ (ایندیانا)
هستینگ (به انگلیسی: Hastings) یک منطقهٔ مسکونی در ایالات متحده آمریکا است که در شهرستان کسیوسکو، ایندیانا واقع شده‌است. هستینگ ۲۵۵٫۱۲ متر بالاتر از سطح دریا واقع شده‌است.